# Lucio Torreblanca
Lucio Torreblanca (* 14. Dezember 1894 in Huajuapam, Bundesstaat México, Mexiko; † 23. August 1961 in Victoria de Durango) war Erzbischof von Durango.

## Leben
Lucio Torreblanca empfing am 15. April 1922 das Sakrament der Priesterweihe.
Am 22. Januar 1944 ernannte ihn Papst Pius XII. zum Bischof von Chiapas. Der Erzbischof von Puebla de los Ángeles, Pedro María Vera y Zuria, spendete ihm am 20. März desselben Jahres in der Kathedrale von San Cristóbal de las Casas die Bischofsweihe; Mitkonsekratoren waren der Erzbischof von Morelia, Luis María Altamirano y Bulnes, und der Koadjutorerzbischof von Puebla de los Ángeles, José Ignacio Márquez y Tóriz. Am 25. Mai 1959 ernannte ihn Papst Johannes XXIII. zum Erzbischof von Durango.